# Guatacalca (Congregación)
Guatacalca es una localidad del municipio de Nacajuca ubicado en la subregión centro del estado mexicano de Tabasco.

## Geografía
La localidad de Guatacalca se sitúa en las coordenadas geográficas 18°09′44″N 92°57′39″O / 18.162222, -92.960833, a una elevación de 4 metros sobre el nivel del mar.

## Demografía
Según el Conteo de Población y Vivienda 2020, efectuado por el Instituto Nacional de Estadística y Geografía, la localidad de Guatacalca tiene 363 habitantes, de los cuales 185 son del sexo masculino y 178 del sexo femenino. Su tasa de fecundidad es de 2.48 hijos por mujer y tiene 95 viviendas particulares habitadas.
| Gráfica de evolución demográfica de Guatacalca entre 1980 y 2020 |
|                                                                  |
| INEGI.                                                           |